# Henri Lafont
Henri Chamberlin, conocido como Henri Lafont, nacido en el distrito 13 de París el 22 de abril de 1902 y muerto fusilado en Fort Montrouge en Arcueil el 26 de diciembre de 1944, fue un criminal convicto y colaboracionista francés que, durante la Segunda Guerra Mundial, fue el jefe de la gestapo francesa (la "Carlingue") bajo la ocupación alemana. 